# Santa Severina
Santa Severina – miejscowość i gmina we Włoszech, w regionie Kalabria, w prowincji Crotone.
Według danych na rok 2004 gminę zamieszkuje 2326 osób, 45,6 os./km².

## Miasto partnerskie
- Mangalia